# 古拉奧克尼采伊鄉
44°56′42″N 25°33′42″E / 44.94500°N 25.56167°E
古拉奧克尼采伊鄉（羅馬尼亞語：Comuna Gura Ocniței, Dâmbovița），是羅馬尼亞的鄉份，位於該國南部，由登博維察縣負責管轄，面積45平方公里，海拔高度246米，2007年人口7,700，人口密度每平方公里171人。